# Łodygowo (powiat piski)
Łodygowo (niem. Lodigowen, 1938–1945 Ludwigshagen) – wieś w Polsce położona w województwie warmińsko-mazurskim, w powiecie piskim, w gminie Biała Piska. W latach 1975–1998 miejscowość należała administracyjnie do województwa suwalskiego.
Wieś powstała w ramach kolonizacji Wielkiej Puszczy. Wcześniej był to obszar Galindii.
Wieś ziemiańska, lokowana w 1471 r. jako dobra służebne w posiadaniu drobnego rycerstwa (tak zwani wolni), z obowiązkiem służby rycerskiej (zbrojnej). W XV i XVI w. zapisywana w dokumentach jako Lodwigowen, Ludwigowen, Loviken, Loricken? Łodigowen, Lodwigoffczick. Nazwa pochodzi od nazwy lasu, znajdującego się na granicy Prus i Mazowsza.
Założyciele wsi przybyli z Mazowsza (zza granicy) z Czarnowa (obecnie Czarnówek) i Mazewa, które powstały w 1443 i zwane był wówczas Ludwigowlas lub Lodwigowo. Wszystkie wsie, ta po pruskiej i te po mazowieckiej stronie nazwy brały od pobliskiego lasu. Przywilej na 30 łanach w starych granicach zu Lodowigoffczick z obowiązkiem dwóch służb zbrojnych (rycerskich) otrzymali krewni: Wawrzyniec, Marek, Jerzy, Jakub, Jan, Andrzej, Maciej, Stanisław, Marcin i Mikołaj Łodwigowczycy. W tym czasie wielu poddanych (chłopów) uciekało z Mazowsza do Prus Krzyżackich.
Zobacz też: Łodygowo